# Casa Amarilla (Puebla)

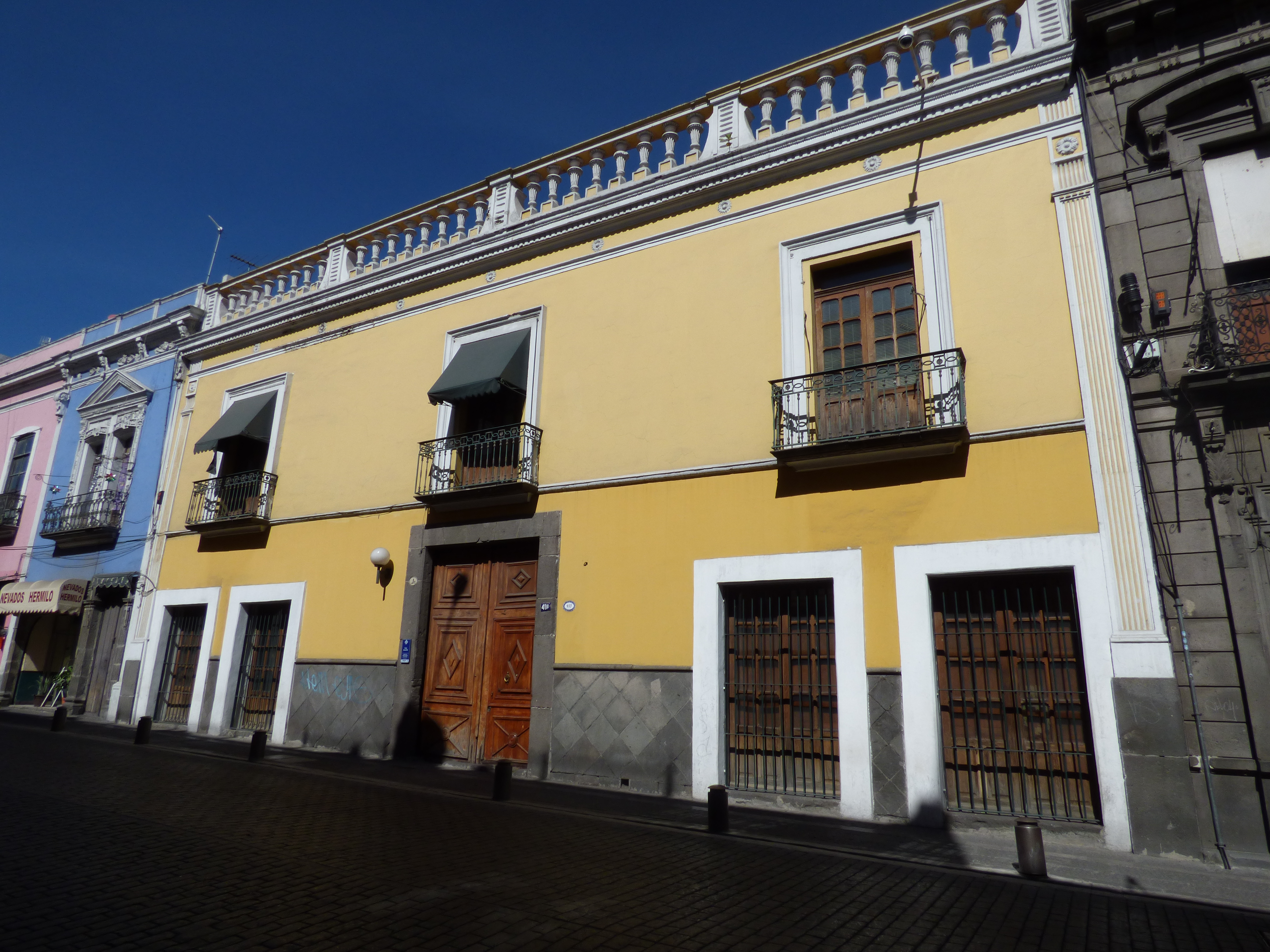
Fachada de la Casa Amarilla, ICSyH (BUAP), Puebla

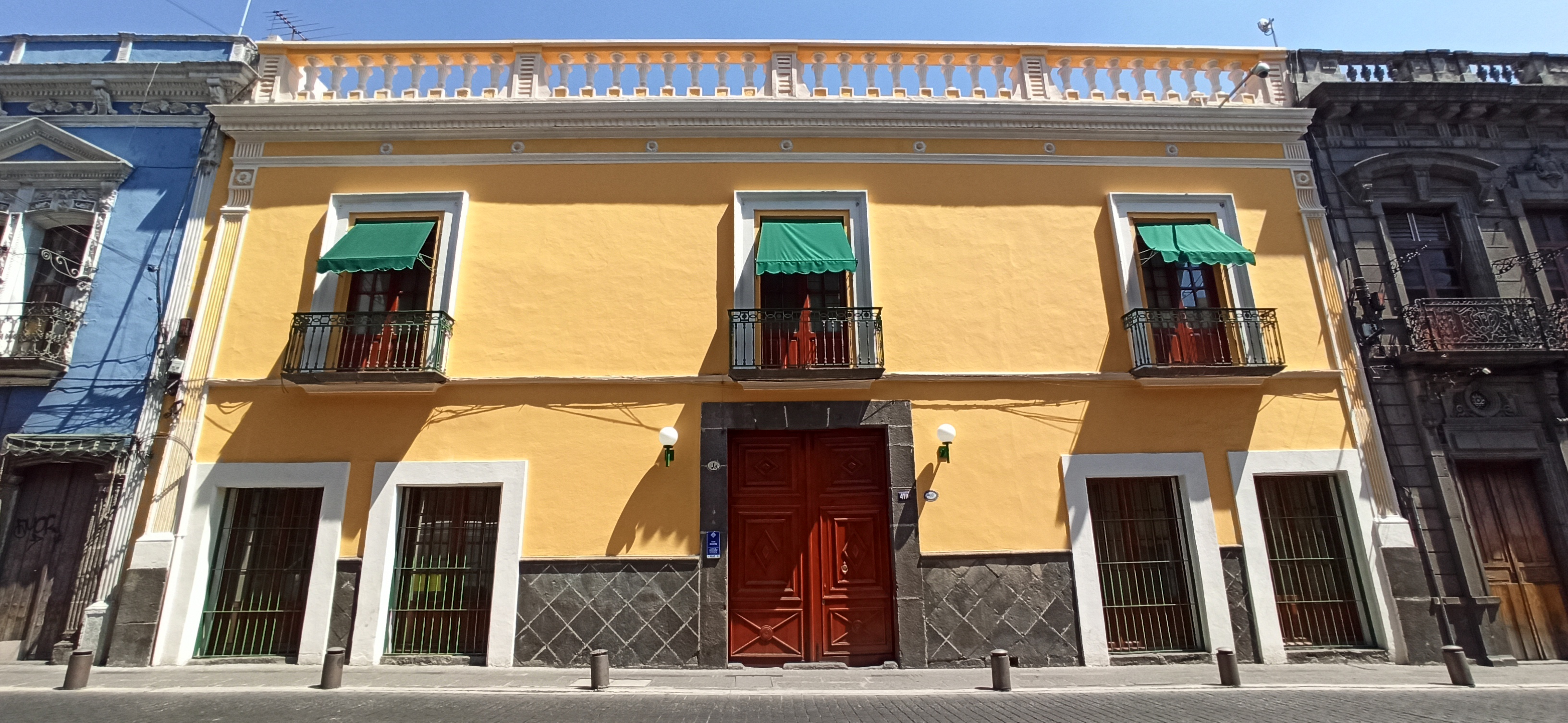
Fotografía

La Casa Amarilla de Puebla de Zaragoza está ubicada en la calle 2 Oriente 410 en el Centro histórico de Puebla. Es uno de los cinco edificios que alberga el Instituto de Ciencias Sociales y Humanidades “Alfonso Vélez Pliego” (ICSyH) de la Benemérita Universidad Autónoma de Puebla (BUAP).

## Historia
En sus inicios estuvo ubicada en el número 10 de la “calle de la Aduana Vieja”, llamada “calle del Hospital San Pedro” en el siglo XVI. Su primer dueño fue el doctor Pedro de la Torre.  También perteneció a Apolonio Hernández e Ignacio Huerta. Este último, al morir, heredó en 1901 la casa a su esposa, Paula Huerta de Sevilla. Esta propiedad fue propiedad privada hasta el siglo XX. La Benemérita Universidad Autónoma de Puebla adquirió el edificio en 1995.
La construcción tiene dos niveles. Su fachada, simétrica y lisa, está rodeada por un lambrín de cantera y por sus extremos una pilastra adosada se eleva hasta el segundo nivel. 
Hay cinco vanos en la planta baja, el del centro es más alto que los otros cuatro ya que corresponde a la entrada principal. En la parte superior hay tres vanos protegidos por barandales de hierro y fungen como ventanas. El edificio se distribuye en dos patios y tres crujías en forma de "C". 
Los muros presentan vanos con arcos, los superiores son de medio punto y los de arriba son rectos. Tiene una escalera de dos rampas con barandal de hierro y pasamanos de madera.